# Кольтурано
Кольтурано (итал. Colturano) — коммуна в Италии, в провинции Милан области Ломбардия.
Население составляет 1903 человека (на 2001 г.), плотность населения составляет 470 чел./км². Занимает площадь 4 км². Почтовый индекс — 20060. Телефонный код — 02.
Покровителем коммуны почитается святой Гиацинт, празднование 7 октября.